# The Sowers
The Sowers è un film muto del 1916 diretto da William C. deMille e da Frank Reicher. Il nome di Reicher viene citato come regista in alcuni articoli della Paramount, mentre riviste dell'epoca e recensioni accreditano il solo deMille. Prodotto dalla Jesse L. Lasky Feature Play Company, il film aveva come interpreti Blanche Sweet, Thomas Meighan, Mabel Van Buren, Ernest Joy.
La sceneggiatura si basa sul romanzo The Sowers di Henry Seton Merriman pubblicato a New York nel 1895.

## Trama
In Russia, Karin Dolokhof insieme al fidanzato, il principe Paul Alexis, fa parte di un movimento per i diritti dei contadini. Lo zar, prima che i due convolino a nozze, decide di far sposare, per ragioni di convenienza politica, Paul alla principessa Tanya. Il principe all'inizio esita, poi viene convinto al matrimonio quando Karin gli prospetta tutta una serie di miglioramenti che lui potrebbe attuare, aiutando il popolo. Scoperto il coinvolgimento di Karin e di Paul con i movimenti rivoluzionari, il conte Egor Strannik convince Tanya a tradire il nuovo marito a favore dello zar. Durante uno scontro con Karin e Paul, Tanya muore. Consci che il momento della rivoluzione non è ancora arrivato, i due innamorati lasciano il paese.

## Produzione
Il film fu prodotto dalla Jesse L. Lasky Feature Play Company.

## Distribuzione
Il copyright del film, richiesto dalla Jesse L. Lasky Feature Play Co., fu registrato il 16 marzo 1916 con il numero LP7853. Distribuito dalla Famous Players-Lasky Corporation e dalla Paramount Pictures, il film uscì nelle sale cinematografiche statunitensi il 30 marzo 1916.
Alla Library of Congress di Washington, ne viene conservata una copia incompleta, mancante di un rullo.